# Aldeire (Tíjola)
Aldeire es un despoblado español del municipio de Tíjola, perteneciente a la provincia de Almería, en la comunidad autónoma de Andalucía.

## Historia
Hacia mediados del siglo XIX, el lugar, ya por entonces perteneciente a Tíjola, estaba despoblado. Aparece descrito en el primer volumen del Diccionario geográfico-estadístico-histórico de España y sus posesiones de Ultramar de Pascual Madoz con las siguientes palabras:

ALDEIRE: desp. á unas 1,000 varas al O. de Tijola, prov. de Almería, part. jud. de Purchena: se compuso de unos 150 vec. hasta pocos años despues de la espulsion de los moriscos, en que casi destruida esta pobl. se trasladaron á Tijola los moradores que quedaron, y en su mayor parte á Bayarque, cortijada entonces de Tijola. Corresponde en el dia al térm. de esta última v., en donde hará como 20 años que dejó de nombrarse un alc. p. para dicho sitio, en el cual apenas quedan algunos cimientos. Estaba sit. en la pendiente del cerro llamado la Muela, dominando su pequeña, pero fertil vega, con puntos de vista muy alegres, y á su frente las pintorescas y elevadas rocas del ant. Tijola. Entre sus ruinas se han encontrado algunos trozos de columnas y capiteles de mármol blanco, muy mal labrados.
(Madoz, 1845, p. 516)